# Alessandro Manzoni

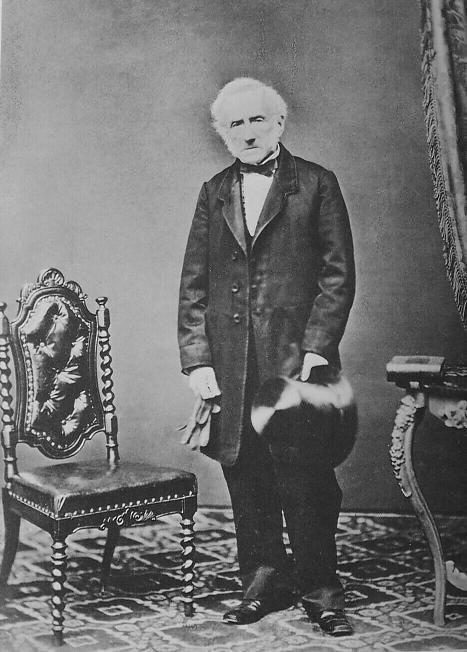
Alessandro Manzoni fotograferad 1871.

Alessandro Francesco Tommaso Antonio Manzoni, född 7 mars 1785 i Milano, död 22 maj 1873 i samma stad, var en italiensk diktare och författare.

## Biografi
Manzoni vistades i Paris och blev influerad av Voltaire. Men efter sitt giftermål genomgick Manzoni en religiös kris och blev troende katolik. År 1814 återvände han till sin födelsestad Milano och slog sig senare ned vid Lago Maggiore. 
Manzoni skrev religiösa hymner och tragedier. Hans huvudverk, romanen I promessi sposi (1825-1827; De trolovade), var ett förtäckt angrepp på det österrikiska väldet i Norditalien. Hans språk blev en förebild för den moderna italienska prosadiktningen.

## Eftermäle
Asteroiden 14103 Manzoni är uppkallad efter honom.

## På svenska
- I promessi sposi
- De trolofvade: milanesisk berättelse från XVII:de seklet (översättning Per Reinhold Tersmeden, 1832)
  - De trolovade (översättning Lisa Lundh, Bonnier, 1951)
  - De trolovade (översättning Harry Lundin, Niloe, 1974)
- Storia della Colonna infame
- Historien om skampålen (med förord av Éric Vuillard och en kommentar av Leonardo Sciascia, översättning Margareta Zetterström, Celander, 2024)

Svensk samlingsvolym
- Heliga hymner (översättning Per Reinhold Tersmeden, 1855)